# Armando Spadini

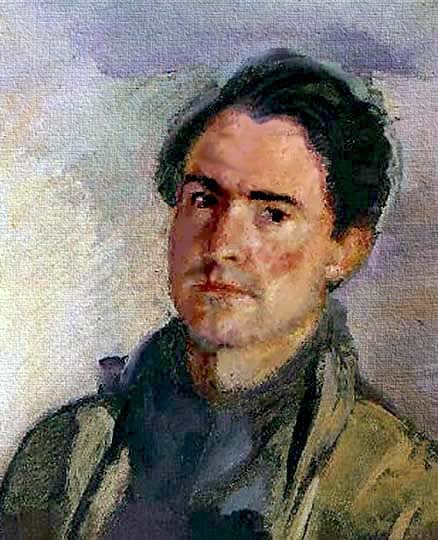
Selbstporträt (1917)

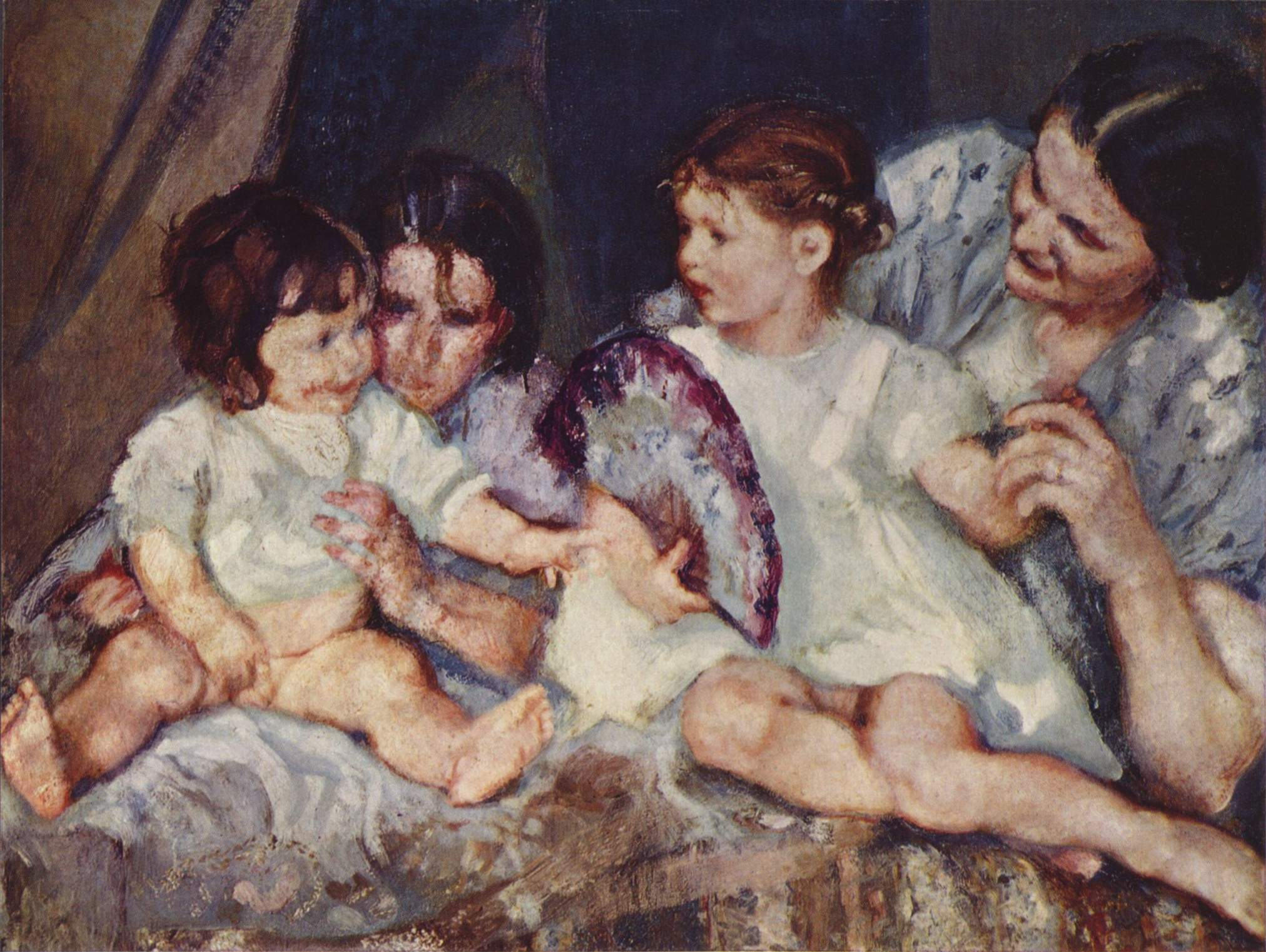
Kinder mit Fächer (1913)

Armando Spadini (* 29. Juli 1883 in Poggio a Caiano; † 31. Mai 1925 in Rom) war ein italienischer Maler.
Der Spätimpressionist hatte hauptsächlich Alltagsszenen und Porträts zum Motiv und war bekannt für die Brechung des Lichts und der Farben, welche seinen Stil charakterisiert. Ein Hauptteil seines Werkes ist in der Galleria Nazionale d’Arte Moderna in Rom zu sehen. Weitere seiner Arbeiten befinden sich im Palazzo del Te, Mantua.